# NERVA

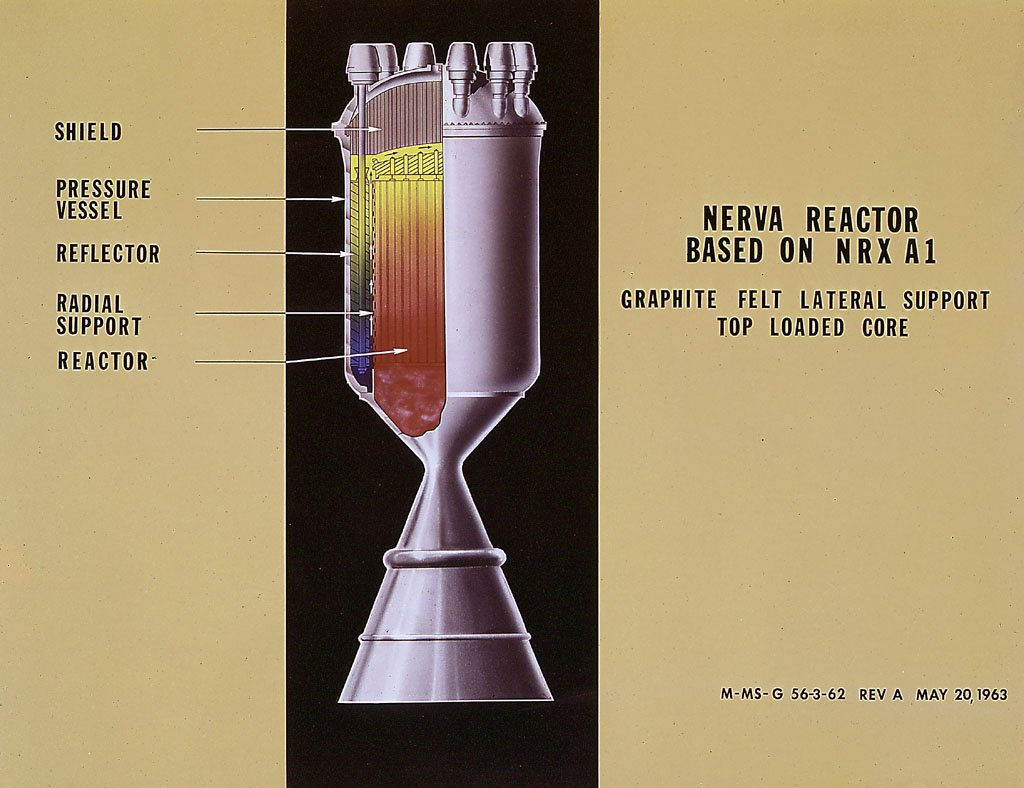
Диаграмма ЯРД NERVA

NERVA (англ. Nuclear Engine for Rocket Vehicle Application) — совместная программа Комиссии по атомной энергии США (КАЭ) и НАСА по созданию ядерного ракетного двигателя (ЯРД), продолжавшаяся до 1972 года.
NERVA доказала, что ядерная двигательная установка жизнеспособна и пригодна для освоения космоса, а в конце 1968 года SNPO подтвердило, что последняя модификация NERVA, NRX/XE, соответствует требованиям для пилотируемого полета на Марс. Хотя двигатели NERVA были построены и испытаны, насколько это было возможно, с использованием компонентов, сертифицированных для космических полетов, и двигатель был признан готовым к установке в космический корабль, большая часть американской космической программы была отменена администрацией президента Никсона.
NERVA была оценена КАЭ, SNPO и НАСА как весьма успешная программа, которая достигла или превзошла свои цели. Основная цель программы заключалась в том, чтобы «создать техническую основу для ядерных ракетных двигательных установок, которые будут использоваться при проектировании и разработке двигательных установок для космических полетов».

## История
Лос-Аламосская лаборатория начала исследования ядерных ракетных двигателей в 1952 году, ускорив их в проекте Rover в 1955, когда заместитель директора Ливерморской национальной лаборатории нашёл путь значительного сокращения веса реактора. К 1961 году, после неожиданно быстрого прогресса Rover, НАСА включило ядерные двигатели в свои планы. Маршалл планировал использовать ракету с ядерной ступенью RIFT (Reactor-In-Flight-Test) для запуска в начале 1964 года, и необходимость планирования и контроля привела к образованию Управления космических ядерных силовых установок (SNPO). SNPO был сформирован таким образом, что Комиссия по атомной энергии и НАСА должны были работать совместно, и Гарри Фингер был назначен его первым директором. Фингер принял решение отложить работы по RIFT и определил чёткие цели для ЯРД, которые должны были быть достигнуты.
Фингер выбрал фирмы Аэроджет и Вестингауз для разработки двигателя NERVA. SNPO зависел от Лос-Аламосской лаборатории, поставлявшей технологии для NERVA как часть проекта Rover. SNPO выбрал дающую 75.000 фунтов тяги конструкцию ЯРД KIWI-B4, как основу для 52-дюймовой (22 фута от конца сопла) NERVA NRX (Nuclear Rocket Experimental — «ядерная ракета экспериментальная»). Вторая фаза проекта Rover стала называться Phoebus, а третья стала известна как Pewee, продемонстрировав более высокую мощность (4000  МВт), плотность распределения мощности и более долгоживущие топлива, но эти программы не относились к NERVA. Рабочая конструкция NERVA (названная NERVA NRX) была основана на KIWI; к тому времени программа Pewee, начавшая испытываться в программе «Аполлон», была в значительной степени сокращена администрацией Никсона. Планы по отправке людей на Луну и Марс были отложены на неопределённый срок.
Почти все исследования NERVA, его проектирование и изготовление проводилось в Лос-Аламосской лаборатории. Тестирование проводилось на большой установке, специально построенной SNPO на ядерном полигоне в Неваде. Хотя в Лос-Аламосе испытали несколько двигателей KIWI и Phoebus в течение 1960-х, тестировать NERVA NRX/EST (Engine System Test) не начинали до февраля 1966 года.
Целью испытаний было:
1. Продемонстрировать возможность запуска и перезапуска двигателя без внешнего источника питания;
2. Оценить характеристики системы управления (устойчивость и управляемость режима) во время запуска, остановки, время восстановления и перезагрузки для различных начальных условий;
3. Исследовать стабильность работы системы в широком диапазоне;
4. Исследовать возможности компонентов двигателя, особенно реактора, во время переходного и установившегося состояния работы с несколькими перезапусками.

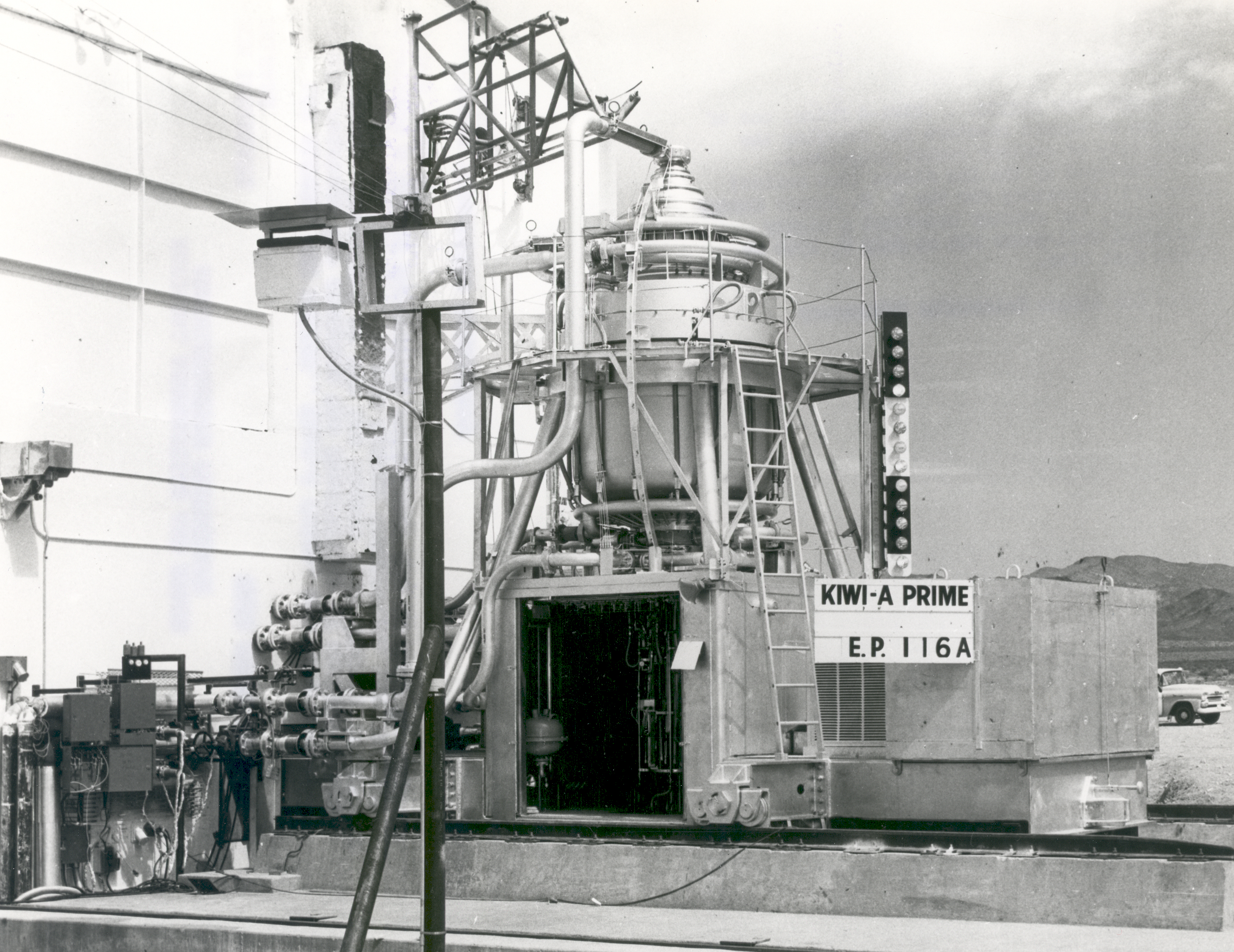
Реактор KIWI

Все тестовые задачи были успешно выполнены, и первый NERVA NRX эксплуатировался в течение почти 2 часов, в том числе 28 минут на полную мощность. Он превысил время работы предыдущего реактора KIWI почти в два раза.
Второй двигатель NERVA, NERVA XE, был разработан так, чтобы прийти как можно ближе к полной системе полета, вплоть до использования турбонасоса. Компоненты, которые не влияют на производительность системы, было решено выбирать из того, что было доступно на полигоне, чтобы сохранить деньги и время, а также была добавлена радиационная защита для внешних компонентов. Двигатель был переориентирован для работы в отсеке пониженного давления, частично имитирующем работу в вакууме.
Целью испытаний NERVA NRX/EST было:
1. Продемонстрировать оперативные возможности двигателя;
2. Показать, что технологические сложности больше не являются барьером для полёта ракеты с ЯРД;
3. Продемонстрировать полностью автоматический запуск двигателя.

Цели также включали испытания нового устройства на полигоне для его квалификации и принятия. Общее время работы двигателя составило 115 минут, произведено 28 пусков. НАСА и SNPOзаявили, что испытания «подтвердили, что ядерный двигатель подходит для применения космической техники и в состоянии работать с удельным импульсом в два раза большим, чем у химической системы». Двигатель считался пригодным для полёта на Марс, планировавшегося НАСА.
Программа Rover/NERVA составила 17 часов работы двигателей, включая 6 часов при температуре выше 2000 К. Хотя двигатель, турбины и бак для жидкого водорода никогда не собирались в одно устройство, NERVA считался НАСА готовой к использованию на транспорте конструкцией. В Конгрессе произошёл небольшой политический кризис, так как программа исследования Марса создавала опасность для национального бюджета. Клинтон П. Андерсон, сенатор от штата Нью-Мексико, активно защищавший программу, тяжело заболел. Линдон Б. Джонсон, ещё один мощный сторонник освоения человеком космического пространства, решил не баллотироваться на второй срок и был значительно политически ослаблен. Финансирование программы было несколько сокращено в 1969 году, а новая администрация Никсона сократила его ещё больше в 1970-м, прекратив производство ракет «Сатурн» и отменив полёты по программе «Аполлон» после «Аполлона-17». Без ракеты Saturn S-N, которая должна была выносить NERVA на орбиту, проект стал трудноосуществимым. В Лос-Аламосе продолжали программу Rover ещё несколько лет с двигателями Pewee и Nuclear Furnace вплоть до 1972 года.
Наиболее серьёзным инцидентом во время испытаний был взрыв водорода, при котором два сотрудника получили травмы ног и барабанных перепонок. В 1959 году жидкий водород случайно вышел из двигателя, реактор перегрелся и его осколки разлетелись по пустыне Невада. Персонал после трёхнедельного ожидания собрал их без происшествий.

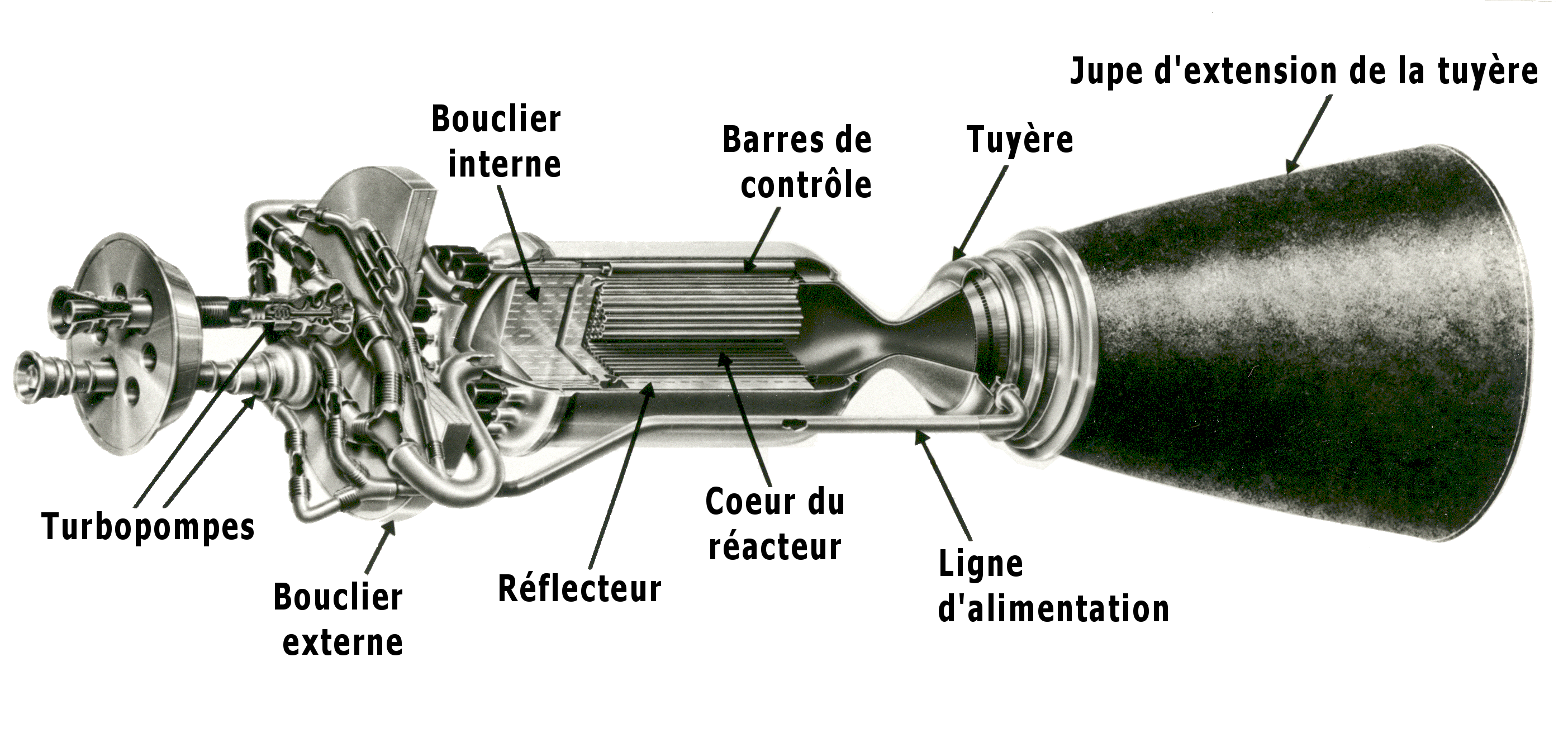
Конструкция NERVA

## NERVA в космической программе
Планы НАСА, включающие NERVA, состояли в визите на Марс к 1978-му и постоянную лунную базу к 1981 году. Ракеты с NERVA предполагалось использовать как «буксиры» для снабжения нескольких космических станций на орбитах вокруг Земли и Луны и постоянной лунной базы. Ракета NERVA была бы также атомной верхней ступенью для ракеты «Сатурн SN», что позволило бы ей иметь гораздо большую грузоподъемность, до 154 тонн на низкой околоземной орбите.
Большие ракеты NERVA I постепенно сменились в планах на меньшие NERVA II, так как эффективность увеличилась и отношение тяги к весу выросло, и KIWI постепенно сменились на Pewee и Pewee 2 по мере сокращения финансирования.
Система RIFT состояла из S-IC на первой ступени, S-II на второй и S-N (Saturn-Nuclear) на третьей ступени. Space Nuclear Propulsion Office планировал построить десять систем RIFT, шесть для наземных тестов и четыре для полётных, но это было отложено после 1966 года. Ядерный носитель Saturn C-5 мог бы выносить в космос в два или три раза больше полезной нагрузки, чем его химическая версия, был бы достаточен для подъёма космических станций массой 340 000 фунтов и пополнения орбитальных баз топлива. Вернер фон Браун также предлагал пилотируемую миссию к Марсу, использующую NERVA и вращающийся для создания искусственной тяжести аппарат. Многие из планов НАСА по полётам на Марс 1960-х и ранних 1970-х предусматривали ракеты с NERVA.
Марсианские миссии стали причиной упадка NERVA. Члены Конгресса из обеих политических партий решили, что пилотируемый полет на Марс будет молчаливым обязательством для Соединенных Штатов в течение десятилетий поддерживать дорогостоящую космическую гонку. Ежегодно программа RIFT задерживалась и цели NERVA усложнялись. В конце концов, хотя двигатель NERVA прошёл много успешных испытаний и имел мощную поддержку Конгресса, он никогда не покидал Землю.

## Характеристики ракетной ступени с двигателем NERVA
- Диаметр: 10,55 м
- Длина: 43,69 м
- Сухая масса: 34019 кг
- Полная масса: 178321 кг
- Тяга в вакууме: 333,6 кН
- Удельный импульс (в вакууме): 850 с (8,09 кН·с/кг)
- Удельный импульс (на уровне моря): 380 с (3,73 кН·с/кг)
- Время работы: 1200 с
- Рабочее тело: жидкий водород
- Двигатели: 1 Nerva-2